# Hans Berlin
Hans Allan Berlin, född den 11 april 1914 i Göteborg, död den 5 november 2001 i Malmö, var en svensk civilingenjör, främst verksam inom läkemedelsindustrin.

## Biografi
Berlin avlade studentexamen 1932 och blev civilingenjör vid Chalmers 1937. Påföljande år blev han avdelningschef vid Astra i Södertälje. 1948 blev han laboratoriechef vid Findus i Bjuv, men återvände 1952 till läkemedelsbranschen som chef för utvecklingsavdelningen vid Kabi i Stockholm. Med brodern Ragnar, professor i invärtesmedicin, samarbetade han under Kabitiden kring peroral behandling av perniciös anemi. Han publicerade även ett antal skrifter, främst inom ämnet farmaci.
Hans Berlin var son till civilingenjören och brandinspektören Allan Berlin (1878–1951) och dennes hustru Karin Flodman (1881–1946) samt sonson till matematikern Mac Berlin. Han var bror till Ragnar och Sven-Olof Berlin. 
Hans Berlin var från 1943 gift med Ann-Eva Rullé (1915–1998), dotter till ingenjör Henning Rullé och Vivi Johansson. Paret fick barnen Klas (född 1944), Tomas (född 1946), Eva (född 1948) och Lena (född 1953). 
Vid sidan av yrket skall Berlin, liksom hans yngre broder Sven-Olof, ha varit en duktig pianist. Han är begravd på Jonstorps kyrkogård i Höganäs kommun.